# Porco sorocaba
Porco sorocaba é uma raça de suídeo surgida no Brasil.

## História
O porco sorocaba foi desenvolvido em Sorocaba - SP pelo professor Godinho a partir de 1956 com o cruzamento das raças caruncho vermelho, tamworth e duroc. A raça está em perigo crítico de extinção, com poucos exemplares remanescentes e, muitas vezes, com sérios problemas genéticos como leitões que nascem sem ânus (atresia anal) por conta da alta consanguinidade existente na raça, sendo comum o cruzamento dos exemplares remanescentes com porcos de outras raças como o piau para mitigar este problema.

## Características e utilidades
É um porco destinado a produção de carne com a característica de ser muito rústico. Tem sido feita a tentativa de recuperação da raça para aproveitamento no mercado de carne de porcos caipira que vem crescendo no Brasil.